# Tríptico Werl
El Tríptico Werl es un tríptico pintado por un seguidor del Maestro de Flémalle en 1438. Se conservan solamente los dos postigos laterales en el Museo del Prado de Madrid. La datación sitúa estas obras entre las más tardías del autor; son interesantes por sus cualidades simbólicas y por poner de manifiesto la influencia de otros grandes maestros flamencos.

## La obra
La primera tabla representa al donante, según la inscripción en caracteres góticos con la fecha: el maestre franciscano Enrique Werl, protegido por san Juan Bautista (Enrique Werl fue doctor en teología natural de la Universidad de Colonia). El artista anónimo denota una clara influencia de Jan Van Eyck (el espejo convexo en el que se refleja el donante con otros dos franciscanos evoca, sin duda, el que aparece en el Matrimonio Arnolfini), así como de Rogier van der Weyden. También es interesante la concepción de la iluminación general y el interior de la casa, comparables a la del canciller Rolin o, incluso, con la de los Arnolfini. Se trata de una casa bien aparejada y limpia, pero no lujosa.
Lo mismo pasa con los símbolos que representa, no son tan meditados ni tan sutiles. Son bastante más ostensibles, más claros y, por ello, están al alcance de la percepción de más gente, aunque no de todo el mundo. Algo similar se observa en la otra tabla, que representa a Santa Bárbara leyendo al calor de la lumbre. La santa aparece rodeada de objetos que aluden a la historia de su vida.

### Santa Bárbara
La Leyenda dorada de Jacobo de Vorágine cuenta que santa Bárbara vivió cuando el cristianismo era aún clandestino. En realidad, su padre era pagano y aborrecía a los cristianos, pero no sabía que su propia hija lo era. Cuanto éste iba a realizar un largo viaje, decidió construir una torre para encerrar a su hija y protegerla de posibles pretendientes demasiado voluntariosos. Partió cuando aún la torre-prisión no estaba terminada, ocasión que aprovechó Bárbara para pedir a los albañiles que hicieran en ella tres ventanas y, así, poder rezar a las tres personas de la Santísima Trinidad, dogma del que era muy devota. Al volver del viaje, su padre se enteró de que su propia hija era cristiana y decidió castigarla cruelmente, pero cuando la iban a azotar, los látigos se convirtieron en plumas. Después de varios intentos infructuosos de atormentar a la santa, su padre decidió cortarle la cabeza él mismo, tal era su odio hacia los cristianos. Mas, una vez cometido el crimen, en ese mismo instante un rayo lo fulminó y lo convirtió en una bola de fuego hasta consumirlo. Por eso, se dice que santa Bárbara protege de los rayos y es patrona de los artilleros.

### Simbología
Como se aprecia en muchas obras de los primitivos flamencos, la realidad del cuadro suele esconder un contenido simbólico perfectamente integrado, de tal modo que todo aquello que aparentemente es un objeto, cual naturaleza muerta, pierde su singularidad para formar parte de la alegoría completa de la pintura, generalmente, como en este caso, con un profundo carácter religioso. En la obra, aparecen signos tan evidentes como la escultura de la Trinidad, junto a una vela, sobre la chimenea, que está ardiendo. El fuego tendría una función purificadora de los males y, además,  recuerda a la llama que acabó con su despiadado padre. El lirio que hay en un jarrón alude a la virginidad de la protagonista, igual que al jarrón de cristal de la cornisa de la pared. Erwin Panofsky suele basarse en un conocido himno a la Natividad del siglo XV que recoge, acerca de la Virgen María, la metáfora del sol que pasa a través del cristal sin romperlo ni mancharlo. Por su parte, el aguamanil de latón sobre el mueble de madera sugiere la limpieza de espíritu, la pureza de alma, pero también puede ser una referencia a la fuente que suele acompañar a las alegorías del Paraíso terrenal. En el mismo sentido, la Santa sostiene las Sagradas Escrituras con un paño, como si no quisiera tocarlas, en señal de respeto y de humildad. Al fondo, a través de una ventana con clavos de hierro oxidados, se ve un paisaje, un camino por el que pasea un jinete, indiferente ante la construcción que están levantado varias personas. La construcción es, precisamente, la torre en la que será encerrada santa Bárbara. Más allá, sobre el horizonte, aparecen las agujas de alguna catedral gótica.

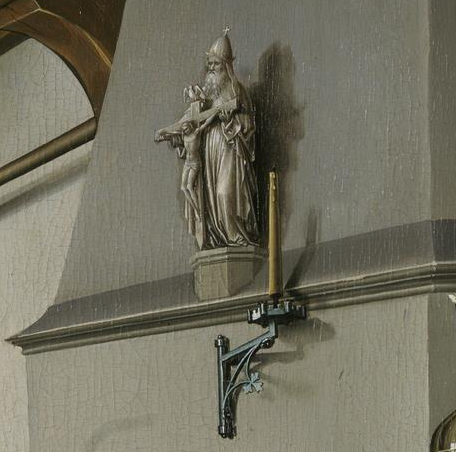
La Trinidad y otros detalles
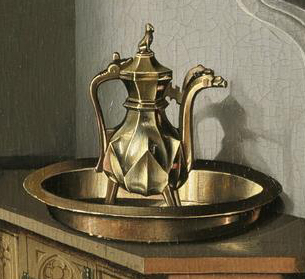
Aguamanil
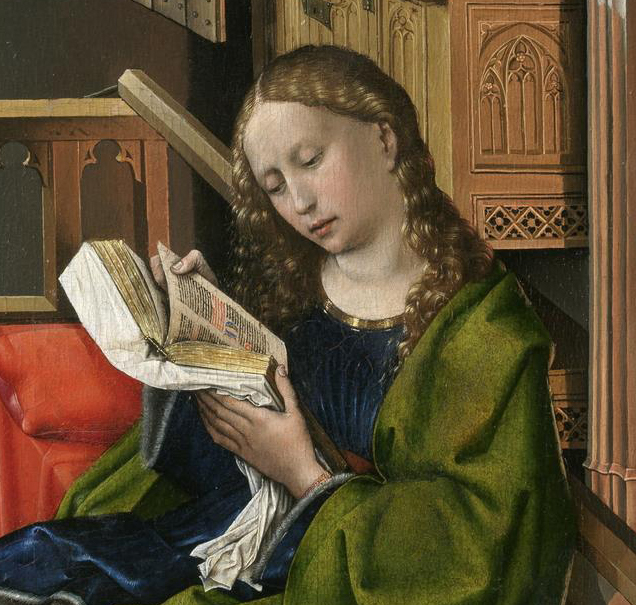
Santa Bárbara
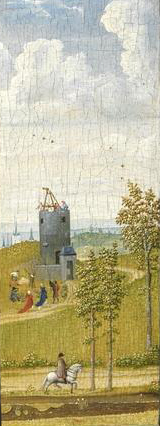
Paisaje de fondo

### Conclusión
Según Panofsky, el cuadro representa dos universos unidos pero distintos: un escenario acomodado, burgués medio, pero carente de ostentación, hasta relativamente vulgar (en su sentido etimológico), que contrasta con la magnificencia de la santa y la ampulosidad de sus ropajes, recalcando la excelencia de su persona y su superioridad moral frente al ambiente que la rodea. Si bien, en este caso, el lirismo piadoso es más exaltado, más extravertido y, a la vez, más cotidiano, ya que ofrece una familiaridad plebeya de lo religioso y va unido al gusto de clases medias acomodadas, de cultura popular, que hacen ostentación de sus sentimientos antes que del lujo.